# Classe Triomphant
A Classe Triomphant é um conjunto de quatro submarinos de propulsão nuclear e lançamento de mísseis balísticos atualmente operados pela Marinha Nacional da França.

## Descrição
Com um deslocamento de 12 640 toneladas em superfície, 14 200 toneladas em imersão, um comprimento de 138 metros e uma boca de 12,5 metros, estes são capazes de permanecer debaixo de água por sessenta dias a uma velocidade de 25 nós e a uma profundidade de 300 metros.

### Armamento
O seu arsenal engloba até dezesseis silos de lançamento vertical para mísseis balísticos M51. Quando os primeiros três submarinos foram construídos, apenas possuíam condições para lançar os M45, sendo necessário passarem por um processo de upgrade, encarregue da DCNS (agora Naval Group) de modo a empregarem o míssil sucessor. O quarto e último da classe, o Le Terrible (S 619), já havia sido construído para lançar os M51.

Comparação dos silos de lançamento de um Redoutabe com um M4 (esquerda) e um Triomphant com um M45. Míssil M51 exibido no exterior.

Também contam com quatro tubos de torpedos de 533 mm aptos para disparar os F17 Mod 2, contra alvos submarinos ou de navios de superfície, ou senão os mísseis antinavio SM 39 Exocet (versão submarina), contra alvos de superfície.

### Sensores
Os S 618 e S 619 empregam radares Furuno enquanto que os S616 e S 617 operam os Racal-Decca. Os submarinos também possuem um sonar DMUX-80, um rebocado Thales DSUV-61B para detecção de submarinos e navios de superfícies hostis, um sonar DUUG-7, um sistema de contramedidas ARUR-13, e um sistema de combate SET (primeiros três submarinos) ou SYCOBS (S 619).

### Propulsão
O seu maquinário principal é composto por um reator nuclear K15 de água pressurizada de 150 megawatts, do qual é complementado por uma unidade turbo-redução e, por sua vez, uma bomba de hélice de 30 500 quilowatts de potência.
Os submarinos também possuem um sistema de emergência alimentado por dois alternadores SEMPT Pielstick 8PA 4 V 200 SM x 700 quilowatts.

## Futuro
O desenvolvimento em larga escala da classe sucessora, designada de SNLE-3G (Sous-marin nucléaire lanceur d'engins – 3e génération) deu início em fevereiro de 2021, um projeto do qual visa substituir a Triomphant.
Encarregue da Naval Group,

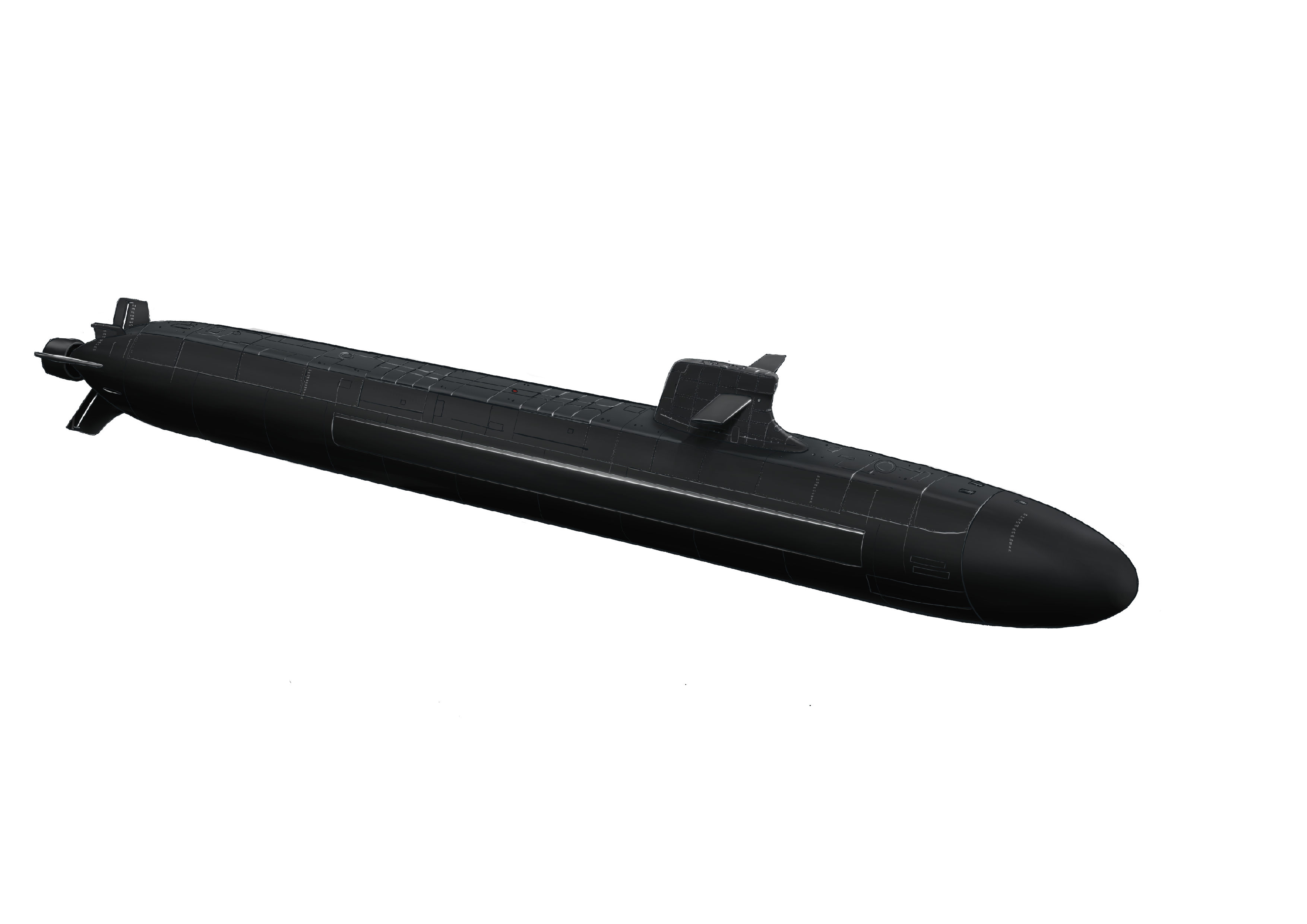
Ilustração de um submarino da Classe SNLE-3G

a SNLE-3G é semelhante no que se toca ao design e dimensões, porém é ligeiramente maior. O número de silos de mísseis balísticos, tubos de torpedos e tripulantes será o mesmo que o da Classe Triomphant
e motivo para tal expansão no seu tamanho é a implementação de novos maquinários silenciosos com o intuito de promover a sua furtividade. A SNLE-3G poderá partilhar tecnologias presentes na mais recente classe de submarinos nucleares francesa Suffren. Outra distinção para com a Triomphant é o uso de lemes em X em vez dos convencionais em cruz grega, outra característica que contribui para a redução da sua detecção.

## Submarinos da classe
| Nome          | Nº de amura |
| ------------- | ----------- |
| Le Triomphant | S616        |
| Le Téméraire  | S617        |
| Le Vigilant   | S618        |
| Le Terrible   | S619        |